# 외위스테인 오레
외위스테인 오레(노르웨이어: Øystein Ore IPA: [øystæin uːrə], 1899~1968)는 노르웨이의 수학자이다. 환론과 그래프 이론에 공헌하였다.

## 생애
1899년 10월 7일 오슬로에서 태어났다. 오슬로 대학교에 입학하여, 1922년에 석사 학위(라틴어: Candidatus scientiarum)를 수여받았고, 1924년에 박사 학위를 수여받았다. 1925년에 오슬로 대학교 연구원이 되었다.
1927년에 예일 대학교 조교수가 되었고, 1929년에 정교수가 되었다. 1930년에 구드룬 룬데발(노르웨이어: Gudrun Lundevall, 1901~1988)과 결혼하여 두 명의 자녀를 두었다. 1931년에 스털링 석좌 교수(영어: Sterling Professor)로 승진하였다.
제2차 세계 대전 동안 미국에서 노르웨이의 해방을 위해 노력하였고, 이 공로로 1947년에 노르웨이의 왕 호콘 7세로부터 성 올라프 훈장(노르웨이어: Den Kongelige Norske Sankt Olavs Orden)을 수여받았다.
오레는 미술과 조각을 취미로 즐겼고, 옛 지도를 수집하였다고 한다.
1968년에 예일 대학교에서 은퇴하였으며, 같은 해 8월 13일 오슬로에서 사망하였다.

## 저서
- Ore, Øystein (1934). 《Les corps algébriques et la théorie des idéaux》. Memorial des sciences mathematiques (프랑스어) 64. Gauthier-Villars. JFM 60.0123.01. Zbl 0009.14801.
- Ore, Øystein (1936). 《L’Algèbre abstraite》. Actualités scientifiques et industrielles (프랑스어) 362. Hermann & Cie. JFM 62.1099.06. Zbl 0015.38704.
- Ore, Øystein (1948). 《Number theory and its history》 (프랑스어). McGraw-Hill. Zbl 0041.36805.
- Ore, Øystein (1953). 《Cardano: the gambling scholar》 (프랑스어). Princeton University Press. Zbl 0051.24306.
- Ore, Øystein (1957). 《Niels Henrik Abel, mathematician extraordinary》 (영어). University of Minnesota Press. ISBN 978-0-8166-6024-7. Zbl 0082.01103. 2020년 8월 14일에 원본 문서에서 보존된 문서. 2017년 6월 14일에 확인함.
- Ore, Øystein (1962). 《Theory of graphs》. Colloquium Publications (영어) 38. American Mathematical Society. ISBN 978-0-8218-1038-5. Zbl 0105.35401.
- Ore, Øystein (1963). 《Graphs and their uses》 (영어). Random House. Zbl 0122.41803.
- Ore, Øystein (1967). 《The four-color problem》. Pure and Applied Mathematics (영어) 27. Academic Press. Zbl 0149.21101.
- Ore, Øystein (1967). 《Invitation to number theory》. New Mathematical Library (영어) 20. Random House. Zbl 0233.10001.

## 같이 보기
- 마그마 (수학)
- 완전군
- 보편대수학

## 참고 문헌
- Aubert, Karl Egil (1949). “Professor Øystein Ore 50 år”. 《Nordisk Matematisk Tidskrift》 (노르웨이어) 31: 81–84. ISSN 0029-1412. Zbl 0040.00108.
- Aubert, Karl Egil (1970). “Øystein Ore og hans matematiske arbeider”. 《Nordisk Matematisk Tidskrift》 (노르웨이어) 18: 81–84. ISSN 0029-1412. JSTOR 24525312. Zbl 0213.28803.